# Spider-Man: Povsem nov dan
Spider-Man: Povsem nov dan je prihajajoči ameriški superjunaški film, ki temelji na istoimenskem liku iz Marvelovih stripov. Je 38. film v Marvelovem filmskem vesolju (MCU) in nadaljevanje filma Spider-Man: Ni poti domov (2021). Film režira Destin Daniel Cretton po scenariju, ki sta ga napisala Chris McKenne in Erik Sommers, v njem pa igrajo Tom Holland, Zendaya, Jacob Batalon, Sadie Sink, Liza Colón-Zayas, Jon Bernthal, Mark Ruffalo in Michael Mando.
Sony je do avgusta 2019 razvijal načrt za četrti film o Spider-Manu v seriji MCU, skupaj s filmom Ni poti domov. Producentka Amy Pascal je novembra 2021 razkrila, da naj bi bil to prvi v novi trilogiji Hollandovih filmov o Spider-Manu, pisanje scenarija pa se je začelo decembra istega leta. McKenna in Sommers sta se kot scenarista iz prejšnjih filmov vrnila do februarja 2023, Cretton je bil za režijo najet do oktobra 2024, naslov pa je bil objavljen marca 2025. Snemanje se je začelo avgusta 2025 z lokacijskim snemanjem v Glasgowu na Škotskem, medtem ko bo delo na zvočni sceni potekalo v Pinewood Studios v Angliji.
Spider-Man: Povsem nov dan naj bi v ZDA izšel 31. julija 2026 kot del šeste faze MCU.

## Vloge
- Tom Holland – Peter Parker/Spider-Man

- Zendaya – Mary Jane Watson

- Jacob Batalon – Ned Leeds

- Sadie Sink

- Liza Colón-Zayas

- Jon Bernthal – Frank Castle/Punisher
- Mark Ruffalo – Bruce Banner/Hulk
- Michael Mando – Mac Gargan/Škorpijon